# Steven Mnuchin
Steven Terner Mnuchin, född 21 december 1962 i New York, NY, är en amerikansk affärsman, bankman, filmproducent och tidigare direktör på Goldman Sachs. Han var USA:s 77:e finansminister mellan den 13 februari 2017 och 20 januari 2021 under Trumps kabinett.

## Karriär
Mnuchin föddes i New York i en familj med ursprung i Ryssland. Mnuchin avlade kandidatexamen i nationalekonomi vid Yale University 1985. Vid sidan om sina studier var han redaktör för tidskriften Yale Daily News.
Efter studierna arbetade Mnuchin för Goldman Sachs mellan åren 1985 och 2002. Mnuchin har även arbetat tillsammans med George Soros.
I maj 2016 blev Mnuchin finanschef för den republikanska presidentkandidaten Donald Trumps presidentvalskampanj under presidentvalet i USA 2016. Efter Trumps valseger nominerade han Mnuchin till posten som USA:s finansminister i sitt kabinett. Nomineringen av Mnuchin godkändes av USA:s senat den 13 februari 2017 och samma dag svors Mnuchin in som finansminister.

## Privatliv
Mnuchin har varit gift tre gånger. Från 1992 till 1999 var Mnuchin gift med Kathryn Leigh McCarver. År 1999 gifte sig Mnuchin med Heather deForest Crosby och paret fick tre barn tillsammans. De skilde sig år 2014. Den 24 juni 2017 gifte sig Mnuchin med skådespelerskan Louise Linton.